# Парк природе Странџа
Парк природе Странџа (буг. Природен парк Странджа) највеће је заштићено подручје у Бугарској које покрива територију од 1.161 km² ниске планине Странџа на крајњем југоистоку земље, на граници са Турском. Парк природе Странџа основан је 25. јануара 1995. године ради заштите екосистема и биодиверзитета европске вредности, као и због чувања традиције, културе, историје и фолклорног наслеђа на овом простору. Надморска висина варира од 710 м на врху Градиште до 0 м на обали Црног мора.
Природни парк се налази у провинцији Бургас и обухвата градове Мало Трново и Ахтопол, као и неколико села која се налазе на њеној територији. У оквиру парка налази се пет резервата природе: Силкосија, Средока, Тисотица, Узунбоџак и Витаново. Силкосија је најстарији резерват природе у Бугарској, изграђен 1933. године, укључен у светску мрежу биосферних резерви у оквиру УНЕСКО „Човек и биосфера”. Цела територија је део мреже заштићених подручја Европске уније, „Натура 2000”.
Парк природе Странџа спада у две категорије, палеоарктичке зоне широколисних и мешовитих умерених предела, а то су балканске мешовите шуме и еуксинско-колхијске широколисне шуме.
Шуме заузимају 80% територије парка, заједно са прашумама које формирају 30% шумског подручја. У парку постоји велики број врста кичмењака, укључујући и 66 врста сисара, 269 врста птица, 24 врсте гмизаваца, 10 врста водоземаца, 41 врсту слатководних риба, као и 70 врста морске рибе у водама Црног мора. Земљишна фауна бескичмењака слабо је истражена и обухвата 84 бугарских ендемских врста, од којих су 4 локалне и 34 реликтне врсте.
Најстарији трагови човека на територији парка датирају из неолитског периода, 6.000 година пре нове ере. Средином првог миленијума пре нове ере Странџу су насељавали Трачани. У средњем веку ово подручје је било спорно између Византије и Видинског царства. Ово подручје је и после Ослобођења Бугарске 1878. године остало у саставу Отоманског царства, што је резултирало Илинданским устанком локалног бугарског становништва. Регион је ослобођен 1912. године, током Првог балканског рата. Богата историја оставила је културно наслеђе различитих цивилизација и фолклорне традиције у Бугарској, као што је нестинарство, које укључује бос плес на угљу, што је остатак из паганске прошлости. Традиционална дрвена архитектура из средине 17—19. века очувана је у селима Браслијан и Кости, као и у граду Мало Трново.

## Администрација парка
Парк природе Странџа основан је 25. јануара 1995. године због заштите екосистема и биодиверзитета, као и због заштите традиционалне културне, историје и фолклорног наслеђа у региону. До 1995. године заштита је била подељена и парк се састојао од више изолованих резервата природе и заштићених подручја.
Парк је у надлежности дирекције, са седиштем у Малом Трнову, као и под заштитом Министарства животне средине и водних ресурса Бугарске.
Парк је укључен у Међународну унију за заштиту природе, под категоријом V. Цела територија парка и суседних вода Црног мора улазе у Европску унију мрежа заштићених подручја "Натура 2000".
Природни парк Странџа је увршћен у списак BirdLife International, светске организације за заштиту птица. Постоје два информациона центра за посетиоце: у Малом Трнову и у селу Граматиково.

## Географија
Парк природе Странца се налази у покрајини Бургас у оквиру територије двеју општина Мало Трново и Царево, у крајње југоисточном делу Бугарске. Ова област обухвата 7.000 становника, 19 насеља, као и град Мало Трново и Ахтопол. Странџа је најмање насељени регион у Бугарској, са 10 становника по km². Површине је 1.161 km² или око 1% територије Бугарске и највеће је заштићено подручје у земљи.

### Рељеф, геолошка структура и земљиште
Предео парка је брдовит и покривен густим шумама. Парк природе Странџа има два јасно дефинисана гребена — Резово са највишим врхом у Великом Градишту (710 м) и венац Босне са врхом Папија (502 м). Око 38% територије парка налази се на висини 0–20 m, 60% 20–60 m, а само 2% је изнад 60 м.
Територија природног парка Странџа се налази на медитеранском подручју Европе и има влажније земљиште у поређењу са остатком јужне Европе. Постоји седам типова земљишта у парку заведених под Светске основне базе земљишних ресурса.

### Клима
На климу парка Странџа доста утиче близина Црног, Егејског и Мраморног мора и он има другачију климу од остатка Бугарске. Регион је међу најтоплијим у земљи са температурама које ретко падају испод 0 °C током зиме и расту изнад 24 °C током лета. Просечна температура пада са порастом надморске висине, што ствара услове за чешће и дуготрајније магле, ређе за снег и мраз. Зими честе магле доводе до залеђивања шума на висинама изнад 500 метара.
Ветрови су претежно северни, уз обалу дувају са севера од новембра до марта, са истока од априла до августа, а североисточни од септембра до октобра. Морски ветар узрокује високу фреквенцију источних ветрова у лето. У унутрашњости парка доминантни правац ветра је више разнолик, а северни ветрови су најчешћи у периоду од јануара до марта и у октобру. Годишња количина падавина је велика, у неким подручјима изнад 1.000 милиметара годишње. Обала парка је под утицајем Медитерана и карактерише се зимским максимумом, док виши региони Странџе такође имају свој максимум у мају или јуну као резултат континенталне климе. У унутрашњости парка је већа количина падавина, под утицајем хладних северних и североисточних ветрова. На северу нема природне заштите, због чега често долази до драстичних падова температуре.
| Клима Мало Трново                                                                  | Клима Мало Трново | Клима Мало Трново | Клима Мало Трново | Клима Мало Трново | Клима Мало Трново | Клима Мало Трново | Клима Мало Трново | Клима Мало Трново | Клима Мало Трново | Клима Мало Трново | Клима Мало Трново | Клима Мало Трново | Клима Мало Трново |
| Показатељ \ Месец                                                                  | .Јан.             | .Феб.             | .Мар.             | .Апр.             | .Мај.             | .Јун.             | .Јул.             | .Авг.             | .Сеп.             | .Окт.             | .Нов.             | .Дец.             | .Год.             |
| ---------------------------------------------------------------------------------- | ----------------- | ----------------- | ----------------- | ----------------- | ----------------- | ----------------- | ----------------- | ----------------- | ----------------- | ----------------- | ----------------- | ----------------- | ----------------- |
| Максимум, °C (°F)                                                                  | 5,1 (41,2)        | 6,7 (44,1)        | 8,1 (46,6)        | 15,6 (60,1)       | 20,8 (69,4)       | 24,6 (76,3)       | 27,1 (80,8)       | 27,9 (82,2)       | 23,5 (74,3)       | 17,9 (64,2)       | 12,9 (55,2)       | 7,9 (46,2)        | 16,6 (61,9)       |
| Просек, °C (°F)                                                                    | 1,4 (34,5)        | 2,8 (37)          | 4,5 (40,1)        | 10,0 (50)         | 14,9 (58,8)       | 18,6 (65,5)       | 20,6 (69,1)       | 20,7 (69,3)       | 16,6 (61,9)       | 12,2 (54)         | 8,5 (47,3)        | 4,5 (40,1)        | 11,3 (52,3)       |
| Минимум, °C (°F)                                                                   | −2,1 (28,2)       | −0,7 (30,7)       | 0,7 (33,3)        | 5,2 (41,4)        | 9,6 (49,3)        | 12,5 (54,5)       | 13,6 (56,5)       | 14,2 (57,6)       | 11,0 (51,8)       | 7,9 (46,2)        | 5,1 (41,2)        | 1,1 (34)          | 6,5 (43,7)        |
| Количина падавина, mm (in)                                                         | 120 (4,72)        | 91 (3,58)         | 74 (2,91)         | 65 (2,56)         | 64 (2,52)         | 64 (2,52)         | 40 (1,57)         | 34 (1,34)         | 62 (2,44)         | 102 (4,02)        | 121 (4,76)        | 131 (5,16)        | 968 (38,11)       |
| Извор: Климатски водич Бугарске (мерење температуре 1931–1970; падавине 1931-1985) |                   |                   |                   |                   |                   |                   |                   |                   |                   |                   |                   |                   |                   |

### Реке
Странџа је преплављена густом мрежом дубоких увала, токова и река. Реке имају максимални проток зими у периоду од новембра до децембра. Најдужа река парка је река Велека, дугачка 147 км. Горњи ток има каменито дно и пун је брзака. Велека тече кроз село Звездец, а након њега долина реке се шири, нагиб смањује, проток воде успорава, а река ствара бројне слапове. Друга најдужа река у парку је Резово, чија дужина износи 112 км. Ова река тече источним делом парка и представља границу између Бугарске и Турске. Према хипотези, ова река је повезана са митолошким краљем Ресом. Обале река у парку прекривене су густим храстовим и буковим шумама. Река Резово је бржа и хладнија од Велеке и стога има већу популацију пастрмки. Притоке реке Велеке су Младежка река (40 км), Мечи дол (26 км), Катун (15 км), док је притока Резова река Деливска (17 км).

## Заштићена подручја
Парк природе Странџа обухвата пет природних резервата (Силскосија, Средока, Тисовица, Узунбоџак и Витаново), осам споменика природе и 14 заштићених подручја. Силкосија је први резерват природе у Бугарској, основан 1933. године. Налази се 2 км северно од села Кости и 1 км источно од села Балгари. Овде живи 260 врста васкуларних биљака и дрвећа, а просечна старост дрвећа је 120-130 година. Средока се налази у доњем току реке Мечи дол и то је једини резерват Странџе на коме се налази велики број ливадских подручја. Тисовица се налази у области тешког приступа дуж обале истоимене реке, а на њеном простору налази се велики број споменика древне Тракије. Узунбоџак је укључен у светску мрежу биосферних резерви у оквиру УНЕСКО програма "Човек и биосфера" и налази се дуж границе са Турском. Витаново се налази на гребену Резово, 9 км од Малог Трнова, на надморској висини од 400 до 600 метара и његова вегетација се разликује од оне у другим природним резерватима. Приступ резерватима природе је ограничен на истраживачке тимове, са неколико туристичких стаза. Међу најзначајнијим заштићеним подручјима су ушћа река Велек и Силистар, који се налази на обали Црног мора и има највећи број биљних врста по квадратном километру у Бугарској.

## Биогеографија

### Флора
У погледу биогеографије парк спада у оба екорегиона — балканске мешовите шуме и еуксинско-колхијске широколисне шуме. Комбинација климе, специфичног географског положаја, као и недостатка снажног антропогеног утицаја, допринели су стварању 130 различитих станишта, чиме је парк Странџа доспео међу заштићена подручја у Европи. Постоји 1.670 врста васкуларних биљака које чине 44% од укупног броја свих врста у Бугарској. Вегетација парка обухвата многе биљне заједнице медитеранског и субмедитеранског типа. У парку се налази велики број врста биљака, као што су: Poa bulbosa, Erica arborea, Ruscus aculeatus, Phillyrea latifolia, Chrysopogon gryllus, ,  и многе друге.
Листопадне шуме покривају 80% парка, зато што у парку постоји велики број речних долина и крашких терена у чијој близини овакви типови шума најбрже успевају.
Овај проценат листопадних биљака укључује шуме оријенталне букве и врсте као што су: Fagus orientalis, храст китњак, Quercus hartwissiana, сладун, граб, Fagus orientalis, Rhododendron ponticum, Vaccinium arctostaphylos, ловорвишња, Ilex colchica, Calluna и многе друге врсте.
У оквиру парка налази се 64 реликтних врста, а 6 њих нема на подручју Европске уније — странџански орах, кавкаска боровница, Ilex colchica, Daphne pontica, Hypericum androsaemum и H. calycinum.
Биљка Rhododendron ponticum је симбол парка и важна реликтна врста која се налази само у парку природе Странџа и на Пиринејском полуострву.
У парку се налази 56 ендемских врста биљака, укључујући локалне ендемске врсте као што су Veronica turrilliana, Anthemis jordanovii, Silene caliacrae, Lepidotrichum uechtrizianum, бугарске ендемске врсте — Pyrus bulgarica, Oenanthe millefolia, Galium bulgaricum, Veronica krumovii и 40 балканских ендемских врста врста биљака, као што су Saponaria stranjensis и многе друге. У Црвену књигу Бугарске заведено је 113 врста биљака, укључујући неколико врста које се у Бугарској могу наћи само у парку Странџа — Ophrys reinholdii, Verbascum bugulifolium, Sideritis syriaca, Cistus laurifolius и друге.

### Фауна
Парк природе Странџа има најбогатију фауну међу свим заштићеним подручјима у Бугарској. У парку се налази 410 врста животиња, не рачунајући 60 врста морских риба. У парку се налази 66 врста сисара, а најзаступљеније су срна, црвени јелен, дивља свиња, вук, обични шакал, риђа лисица, јазавац и куна белица. Парк штити неке од највећих и најважнијих популација видре и дивље мачке у Европи. Куна златица и шарени твор нису честе врсте у Странџи. У парку се налази 25 врста слепих мишева, укључујући дугоухог вечерњака и шумског слепог миша. У парку живи и 27 врста малих сисара, укључујући европску веверицу, слепо куче, Microtus guentheri и три врсте пухова..
Странџа се налази на Виа Понтици, другој највећој миграционој рути птица у Европи. Заливи дуж обале Црног мора представљају зимску дестинацију за неке птице. У парку је настањено 269 врста птица, укључујући популације од глобалног значаја као што су планински детлић, Ficedula semitorquata, сеница шљиварка, Ficedula semitorquata и Xippolais olivetorum, као и популације од европског значаја као што су: бела кања, бела рода, црна рода и сова буљина.
 У парку је настањено и 24 врсте гмизаваца, од којих 11 имају популацију на простору парка од глобалног значаја. Гмизавци настањени у парку су: Platyceps collaris, смук, слепа змија, блавор, Mediodactylus kotschy, Emys orbicularis, речна корњача, грчка корњача, шумска корњача и многе друге. Ливадски гуштер, који је типичан за западну Бугарску и врло необичан становник истока земље, такође је присутан у парку. Десет врста водоземаца су забележене у парку и то: шумска гаталинка, источна чешњарка и Triturus karelinii и друге.
Парк је један од најбогатијих европских предела рибом, са 41 врстом слатководних и брактичних врста, као и са 70 врста морских риба. Воде парка настањују пастрмка, бодорка, Ponticola eurycephalus, Ponticola kessleri, Mesogobius batrachocephalus, ,  и многе друге врсте. Врсте као што су главоч округлак и Sander marinus пописане су у басенима Каспијског и Црног мора.

## Културно наслеђе

### Историја
Документована историја Странџе датира још од пре неколико хиљада година. Најстарији трагови насељавања су фрагменти керамике пронађени у Ахтополу и датирају из неолитског периода. Средином првог миленијума пре нове ере, планина је била насељена трачанским племенима Тинима и Астима, а овај предео био је део Одриске краљевине. Трачани, који су насељавали подручје Странџа, били су озлоглашени због својих пиратских напада. До другог века пре нове ере, моћ Одриске краљевине је ослабила и она је приступила Римској републици. Међутим, Одриска краљевина је задржала своју самосталност до 46. п. н. е, када је анексирана од стране Римског царства и формирала провинцију Тракију. У време Римског царства, Странџа је била престоница бакра, рударства и металургије. Целокупна територија савременог парка по први пут је била укључена у Прво бугарско царство након Византијско-бугарског рата који је трајао у периоду 894-896. године. Странџа је била спорни регион између Бугарске и Византије током читавог средњег века. У 14. веку, цар Бугарске Јован Александар дао је уточиште монаху Григорију Синаиту и обезбедио средства за изградњу манастира у близини села Папрорије у истоименом заштићеном простору модерног парка, који је привукао свештенике из Бугарске, Византије и Србије. Унутрашњи део регије је освојен од стране Османског царства убрзо након 1369. године, а обални градови су освојени 1453. године. За време владавине Османског царства, многа села пружала су помоћ османској војсци или су морала да штите планинске пролазе и због тога уживала повољнији положај - нису плаћала порезе, а мушкарци су имали право да носе оружје. На територији модерног парка било је 17 повлашћених села на којима муслиманима није било дозвољено да се насељавају. Током времена унутрашњих немира Османског царства (1785–1810) банде су изазвале пустош у Странџи, што је резултирало миграцијом хиљада људи са ових простора. Друга масовна миграција са ових простора десила се за време Руског-турског рата (1828—1829) и многи Бугари, који су били насељени на простору Странџе, одбегли су у јужне делове Руске Империје. Након Ослобођења Бугарске 1878. године Странџа је остала изван граница Бугарске. Године 1903. у историјској регији Петрова Нива, Унутрашња македонска револуционарна организација дискутовала је о избијању побуне против Турака. Илиндански устанак букнуо је на простору Странџе и Македонија је у августу 1903. године доживела пораз од стране Османског царства. Преко 60 села је спаљено, а убијен је велики број људи. Странџа је ослобођена за време Првог балканског рата (1912–1913) и припојена Бугарској, након Другог балканског рата.

### Археолошко и архитектонско наслеђе
Богата историја Странџе оставила је важне трагове преко територије парка. Трачани су поштовали Бога сунца у бронзано доба и многе њихове светиње од камена и долмени су сачувани у овом парку. Једна од главних карактеристика је присуство мегалитних структура.
Међу најважнијим споменицима те епохе је комплекс Мишкова Нива, која се налази на југоисточној падини Великог Градишта, око 3 км од Малог Трнова. Комплекс, изграђен у част локалног шефа и првог свештеника, укључивао је утврђено здање за свештенике, некрополу, рудник и тврђаву. Тврђава се налази на врху Велико Градиште, највише тачке парка. Пречник тврђаве је 100 метара, док су зидови 2,5 метра дебљине. Овај комплекс је био истакнуто место у религиозном животу Трачана који су настањивали ову регију. Трачанска некропола под називом Пропада налази се северозападно од Малог Трнова и садржи 40 гробница од мермерних блокова, на брду.
На врху брда налази се мала куполаста гробница сличне градње као и Трачка гробница у Казанлаку.
Још један археолошки локалитет налази се у Каменској Баркини, 10 км од Малог Трнова. Стациониран је на подручју конгломерата, који су релативно ретки у Странџи.
Постоји много кругова урезаних у стену, повезаних са културом Сунца и припремом светог вина.
Било је око 60 трачанских тврђава у Странџи, од којих су многе коришћени у средњем веку.
Тврђаве су изграђене од великих камена без употребе малтера. Трагови тог упоришта могу се наћи у близини села Младежко, Балгари и Бродилово. Руина тврђаве са црквеним темељима налази се 8 км југоисточно од села Звездет. Постоје рушевине неколико малих византијских замкова дуж обале између река Велеке и Резовске. Замкови су били део одбрамбеног система који је изградио цар Јустинијан I за борбу против Авара. На малом рту јужно од Ахтопола налазе се рушевине цркве Св. Јанија које су некада биле део већег монашког комплекса. Јединствени сачувани део објекта је апсида.
За време Отоманског царства подручје је изоловано, што је утицало на формирање локалног стила руралне архитектуре. Дрвене куће направљене у Странџи настале су у периоду 17—19. века. Куће имају камен темељац, први спрат и дрвени други спрат. Зидови, подови и плафони били су изграђени од храста. Важан архитектонски елемент је камин изграђен у камену. Примерци дрвених кућа очувани су у Малом Трнову, селима Брашлан и Кости.

### Етнографија и фолклор
Историјски гледано, овај регион је био центар бугарске културе. Странџу насељавају три етнографске групе — Рупси, Тронки и Загорци.
Странџани или Исторични Рупци (названи овако да се разликују од Родопских руписта, сматрају се највећом од ове три групе народа. Етимологија имена је везана за реч ропа или рупа, што значи „рудник” у локалном дијалекту. Они су сачували неке трагове паганске верске традиције и обреда из антике. Говоре странџанским дијалектом који је део Руп дијалеката и садржи много речи из старословенског језика. Традиционална села Рупаца у парку су Балгари, Брашлан, Бела вода, Граматиково, Калово, Кондолово, град Мало Трново, Резово, Сливарово, Стоилово, Визита, Заберново и Звездец. Након 1913. године, Рупци који су населили територију модерне Туске, настанили су се у севернозападним регијама Странџе. Њихова главна занимања су била сточарство, посебно узгој оваца, цепање дрва, производња угља и рударство.
Други по величини, Тронки, углавном насељавају подручја на северу и западно од парка у општини Средец. Њихова главна занимања су пољопривреда, али и сточарство и овчарство.
Загорци насељавају регионе северно од парка и сматра се да су мигрирали из североисточне Бугарске.
Обичаји и ритуали у Странџи су везани за одређене дане у години, што се у већини случајева подудара с црквеним празницима хришћанског календара. Традиционално су подељени на лето (почевши од празника Светог Ђорђа, 6. маја) и на зимски период (почевши од празника Светог великомученика Димитрија Солунског). Највећи фестивал у Странџи прославља се средином августа у историјској регији Петрова Нива, поводом обележавања Илинданског устанка. Најзаступљенија традиција у Странџи је нестинарство, која укључује бос плес на угљу, а особе које га изводе називају се нестинари. Ритуал се практиковао у неколико бугарских и грчких села у региону и први пут је документован 1862. године од стране бугарског песника Петка Славекова.
Неки историчари претпостављају да нестинарство датира из Тракије. Ритуал се обавља у празничним данима Светог Константина и Елене, 3. и 4. јуна. Након заласка сунца, пали се велика ватра, око које се игра све док се она не угаси. Овај плес праћен је ударом светог бубња и звуком гајди. Након плеса, стопала нестинара не показују никакав траг повреда или опекотина.
 У прошлости, ови ритуали су обављани у селима Бродилово, Граматиково, Кондолово, Кости и Свиларево, али данас се нестинарство чува у својој аутентичној форми само у селу Балгари.

## Претње и проблеми очувања
Главна претња за парк потиче од неконтролисаног развоја туризма, који уништава бугарске обале Црног мора од почетка деведесетих година прошлог века. До сада је ипак обала парка природе Странџа остала скоро нетакнута. Најзначајнији пример је случај хотелског комплекса Златна перла у близини села Варвара чија је изградња почела 2006. године уз подршку општине Царево, без еколошке процене. Тек након протеста, градња је проглашена нелегалном касније те године, али градоначелник општине Царево и инвеститор су се обратили Врховном суду Бугарске. У јуну 2007. године Суд је укинуо заштићени статус парк природе Странџа. Након масовних протеста испред Народног собрања Републике Бугарске усвојени су закони којим се забрањује право жалбе на одлуке суда о оснивању заштићених подручја. Суд је 2008. године прогласио хотелски комплекс Златна перла незаконитим, а 2012. године градња је обустављена.

## Галерија
- Залазак сунца над Ахтополом
- Храстова шума у парку
- Пут кроз парк
- Плажа Варвара
- Водопад Докузак

- Ушће реке Резово, граница Бугарске и Турске
- Парк и река Велека у позадини
- Резерват природе Витаново